# Músculs de la respiració
Els músculs de la respiració són els músculs que contribueixen a la inhalació i l'exhalació, ajudant a l'expansió i la contracció de la cavitat toràcica. El diafragma toràcic i, en menor mesura, els músculs intercostals impulsen la respiració durant la respiració tranquil·la. L'elasticitat d'aquests músculs és crucial per a la salut del sistema respiratori i per maximitzar les seves capacitats funcionals.

## Músculs accessoris de la respiració
Els músculs accessoris de la respiració són músculs que ajuden, però no tenen un paper principal, en la respiració. L'ús d'aquests en repòs sovint s'interpreta com un signe de dificultat respiratòria. No hi ha una llista definitiva de músculs accessoris, però normalment s'hi inclouen els esternoclidomastoidals i els escalens (anterior, mitjà i posterior), ja que ajuden a elevar la caixa toràcica. La implicació d'aquests músculs sembla dependre del grau d'esforç respiratori. Durant la respiració reposada, els escalens estan constantment actius físicament, mentre que els esternoclidomastoidals estan quiets. Amb un augment del volum respiratori, els esternoclidomastoidals també es tornen actius. Tots aquests músculs s'activen simultàniament quan s'inspira al cabal màxim.
A més dels músculs del coll esmentats anteriorment, també s'ha observat que els següents músculs contribueixen a la respiració: serrat anterior, pectoral major i pectoral menor, trapezi, dorsal ample, erectors espinals, iliocostal, quadrat lumbar, serrat posterior superior, serrat posterior inferior, elevadors de les costelles, transvers del tòrax, subclavi (Kendall et al., 2005). Els elevadors de les ales del nas aixequen el costats de les fosses nasals.